# 見祢の大石

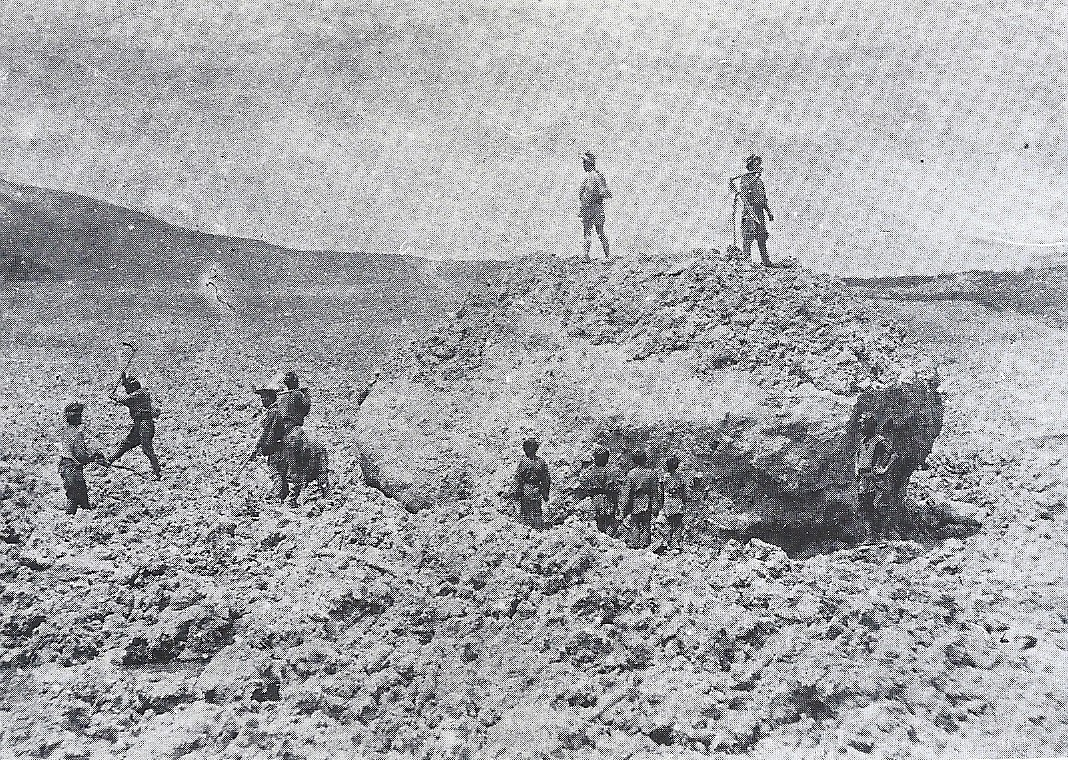
爆発当時、流された「見祢の大石」

見祢の大石（みねのおおいし）は、福島県耶麻郡猪苗代町にある巨石。

## 概要
もともとは磐梯山上火口付近にあった輝石安山岩の一部であったが、1888年の磐梯山噴火のときに火口から南方に越流した泥流とともに流されて、約5km離れたこの場所へ辿り着いたものである。石の大きさは、長さ9.4m、幅6.1m、高さ3.0mもある巨石であるが、年々沈下しており、現在の露出部分の高さはその半分程度のものである。

## 天然記念物
泥流が遠距離まで大石を運び得ることを証明するものとして学術上貴重な参考資料となっており、昭和16年（1941年）に国の天然記念物に指定されている。